# USS Pintado (SS-387)
USS Pintado (SS/AGSS-387) là một  tàu ngầm lớp Balao được Hải quân Hoa Kỳ chế tạo trong Chiến tranh Thế giới thứ hai. Nó là chiếc tàu chiến đầu tiên của Hải quân Hoa Kỳ được đặt cái tên này, theo tên loài cá thu Cero thuộc họ Cá thu ngừ. Nó đã phục vụ trong suốt Thế Chiến II, thực hiện tổng cộng sáu chuyến tuần tra, đánh chìm tám tàu Nhật Bản bao gồm một tàu khu trục với tổng tải trọng 42.956 tấn. Được cho ngừng hoạt động sau khi xung đột chấm dứt vào năm 1946, nó được xếp lại lớp như một tàu ngầm phụ trợ với ký hiệu lườn AGSS-387, nhưng không bao giờ hoạt động trở lại, và cuối cùng bị bán để tháo dỡ vào năm 1969. Pintado được tặng thưởng danh hiệu Đơn vị Tuyên dương Tổng thống do thành tích phục vụ trong Thế Chiến II.

## Thiết kế và chế tạo
Thiết kế của lớp Balao được cải tiến dựa trên  tàu ngầm lớp Gato dẫn trước, là một kiểu tàu ngầm hạm đội có tốc độ trên mặt nước cao, tầm hoạt động xa và vũ khí mạnh để tháp tùng hạm đội chiến trận. Khác biệt chính so với lớp Gato là ở cấu trúc lườn chịu áp lực bên trong dày hơn, và sử dụng thép có độ đàn hồi cao (HTS: High-Tensile Steel), cho phép lặn sâu hơn đến 400 ft (120 m). Con tàu dài 311 ft 9 in (95,02 m) và có trọng lượng choán nước 1.526 tấn Anh (1.550 t) khi nổi và 2.424 tấn Anh (2.463 t) khi lặn. Chúng trang bị động cơ diesel dẫn động máy phát điện để cung cấp điện năng cho bốn động cơ điện, đạt được công suất 5.400 shp (4.000 kW) khi nổi và 2.740 shp (2.040 kW) khi lặn, cho phép đạt tốc độ tối đa 20,25 hải lý trên giờ (37,50 km/h) và 8,75 hải lý trên giờ (16,21 km/h) tương ứng. Tầm xa hoạt động là 11.000 hải lý (20.000 km) khi đi trên mặt nước ở tốc độ 10 hải lý trên giờ (19 km/h) và có thể hoạt động kéo dài đến 75 ngày.
Tương tự như lớp Gato dẫn trước, lớp Balao được trang bị mười ống phóng ngư lôi 21 in (530 mm), gồm sáu ống trước mũi và bốn ống phía phía đuôi tàu, chúng mang theo tối đa 24 quả ngư lôi. Vũ khí trên boong tàu gồm một hải pháo 4 inch/50 caliber, một khẩu pháo phòng không Bofors 40 mm nòng đơn và một khẩu đội Oerlikon 20 mm nòng đôi, kèm theo hai súng máy .50 caliber. Trên tháp chỉ huy, ngoài hai kính tiềm vọng, nó còn trang bị ăn-ten radar SD phòng không và SJ dò tìm mặt biển. Tiện nghi cho thủy thủ đoàn bao gồm điều hòa không khí, thực phẩm trữ lạnh, máy lọc nước, máy giặt và giường ngủ cho hầu hết mọi người, giúp họ chịu đựng cái nóng nhiệt đới tại Thái Bình Dương cùng những chuyến tuần tra kéo dài đến hai tháng rưỡi.
Pintado được đặt lườn tại Xưởng hải quân Portsmouth ở Kittery, Maine vào ngày 7 tháng 5, 1943. Nó được hạ thủy vào ngày 15 tháng 9, 1943, được đỡ đầu bởi bà Antonio Prince, và được cho nhập biên chế cùng Hải quân Hoa Kỳ vào ngày 1 tháng 1, 1944 dưới quyền chỉ huy của Hạm trưởng, Thiếu tá Hải quân Bernard Ambrose Clarey.

## Lịch sử hoạt động

### 1944
Khởi hành từ Portsmouth, New Hampshire vào ngày 17 tháng 2, 1944, Pintado thực hành huấn luyện, tác xạ ngư lôi và chiến thuật tại các vùng biển Newport, Rhode Island; New London, Connecticut; và Key West, Florida. Nó khởi hành vào ngày 31 tháng 3, 1944 để hướng sang khu vực Thái Bình Dương ngang qua kênh đào Panama, và đi đến Trân Châu Cảng vào ngày 23 tháng 4.

#### Chuyến tuần tra thứ nhất
Trong chuyến tuần tra đầu tiên, Pintado phục vụ như là soái hạm của một đội tấn công phối hợp ("Bầy sói") do Đại tá Hải quân Leon P. Blair chỉ huy, vốn còn bao gồm các tàu ngầm Shark (SS-314) và Pilotfish (SS-386). Lực lượng rời Trân Châu Cảng vào ngày 16 tháng 5, ghé đến căn cứ Midway để tiếp thêm nhiên liệu trong các ngày 20 và 21 tháng 5, rồi hướng sang vùng biển phía Tây quần đảo Mariana và phía Nam Đài Loan. Vào ngày 31 tháng 5, "Bầy sói" hình thành một vành đai trinh sát tìm kiếm một đoàn tàu vận tải đối phương được tàu ngầm Silversides (SS-236) phát hiện.
Sau khi luồn qua lực lượng hộ tống đối phương trong đêm tối, Pintado đi đến vị trí tấn công ngay trước bình minh, và phóng một loạt sáu quả ngư lôi vào các mục tiêu chồng lấp, đánh chìm được tàu chở hàng Toho Maru (4.716 tấn) tại tọa độ 18°13′B 141°19′Đ / 18,217°B 141,317°Đ. Sau đó nó tiếp cận một tàu hộ tống ở khoảng cách 700 yd (640 m) trong khi xoay hướng các ống phóng ngư lôi phía đuôi tàu vào một tàu buôn khác. Mặc dù nghe thấy các tiếng nổ cho biết ngư lôi đã trúng đích, nhưng không thể xác nhận đã đánh chìm mục tiêu thứ hai qua tài liệu của Nhật Bản thu được sau chiến tranh. Chiếc tàu ngầm lặn xuống để né tránh đợt phản công của các tàu khu trục Nhật.
Đến sáng ngày 4 tháng 6, Pintado phát hiện một đoàn tàu vận tải đang hướng đến Saipan. "Bầy sói" hướng đến mục tiêu, và Shark đã đánh chìm tàu chở hàng Katsunkawa Maru (6.886 tấn), rồi sang ngày hôm sau Shark tiếp tục đánh chìm thêm hai tàu chở hàng khác. Pintado ghi công vào ngày 6 tháng 6, khi loạt ngư lôi của nó phóng lúc 10 giờ 10 phút nhắm vào một nhóm mục tiêu chồng lấp nhau, đánh chìm được hai chiếc tàu chở hàng Havre Maru (5.652 tấn), khiến 7 binh lính và 91 thành viên thủy thủ đoàn tử trận, và tàu chở hàng Kashimasan Maru (2.825 tấn), khiến 43 thành viên thủy thủ đoàn tử trận. Cả hai bị đắm tại vị trí khoảng 200 nmi (370 km) về phía Tây Bắc Saipan, tại tọa độ 16°28′B 142°16′Đ / 16,467°B 142,267°Đ. Một máy bay và năm tàu hộ tống đối phương đã phản công tìm các đánh chìm chiếc tàu ngầm, thả hơn 50 quả mìn sâu, nhưng nó thoát đi được mà không bị hư hại. Pintado sau đó rút lui về căn cứ tại Majuro thuộc quần đảo Marshall, đến nơi vào ngày 1 tháng 7.

#### Chuyến tuần tra thứ hai
Thực hiện chuyến tuần tra thứ hai tại khu vực biển Hoa Đông, vào ngày 6 tháng 8, Pintado phóng ba quả ngư lôi đánh chìm tàu chở quặng Shonan Maru (5.401 tấn) tại vị trí về phía Tây Nam đảo Kyūshū, tại tọa độ 30°55′B 129°45′Đ / 30,917°B 129,75°Đ; năm thành viên thủy thủ đoàn đã thiệt mạng cùng con tàu. Nó cũng gây hư hại cho một tàu buôn khác đang trên đường hướng sang Đài Loan trước khi lặn xuống để né tránh mìn sâu phản công.
Đến ngày 22 tháng 8, Pintado phát hiện một đoàn tàu vận tải 11 chiếc được ba tàu vũ trang hộ tống. Nó xâm nhập vào giữa đoàn tàu lúc đêm xuống, lướt qua một tàu hộ tống ở khoảng cách chỉ có 75 yd (69 m) để phóng ngư lôi tấn công chiếc tàu chở dầu Tonan Maru số 2 (19.262 tấn). Đây là một tàu săn cá voi cải biến thành tàu vận tải, từng bị tàu ngầm Amberjack (với Thiếu tá Clarey lúc đó là hạm phó) đánh chìm tại vùng biển nông ở Kavieng Harbor thuộc quần đảo Bismarck vào ngày 10 tháng 10, 1942, nhưng được trục vớt, sửa chữa và cải biến thành tàu chở dầu. Với hai loạt và tổng cộng mười quả ngư lôi được phóng ra, hai quả ngư lôi trúng đích khiến Tonan Maru số 2 bốc cháy trong khoảng ba giờ rồi đắm tại tọa độ 29°53′B 125°19′Đ / 29,883°B 125,317°Đ; bốn thành viên thủy thủ đoàn đã thiệt mạng cùng con tàu. Đợt tấn công cũng gây hư hại cho hai tàu chở dầu khác. Tonan Maru số 2 (19.262 tấn) trở thành một trong những tàu buôn lớn nhất từng bị tàu ngầm Hoa Kỳ đánh chìm trong Thế Chiến II.
Sau một lượt làm nhiệm vụ tìm kiếm và giải cứu ngoài khơi các đảo chính quốc Nhật Bản, Pintado rời khu vực tuần tra vào ngày 1 tháng 9, và về đến Trân Châu Cảng vào ngày 14 tháng 9.

#### Chuyến tuần tra thứ ba
Trong chuyến tuần tra thứ ba, Thiếu tá Clarey kiêm nhiệm chỉ huy một "Bầy sói" vốn còn bao gồm các tàu ngầm Atule (SS-403) và Jallao (SS-368). Lực lượng rời Trân Châu Cảng vào ngày 9 tháng 10 để hướng sang khu vực tuần tra tại biển Đông. Sau khi diễn ra trận Hải chiến vịnh Leyte, đội tàu ngầm chuyển hướng đến eo biển Luzon để truy kích hạm đội Nhật Bản đang rút lui sau trận chiến ngoài khơi mũi Engaño. Trong đêm 25 tháng 10, Jallao phát hiện qua radar tàu tuần dương hạng nhẹ Tama, vốn đã bị hư hại do không kích từ tàu sân bay. Trong khi Pintado sẵn sàng hỗ trợ ngay phía sau, Jallao đã phóng ngư lôi kết liễu Tama.
Đến ngày 3 tháng 11, Pintado phát hiện qua kính tiềm vọng một mục tiêu lớn, có thể là một tàu chở dầu hạm đội phục vụ cho các tàu sân bay. Nó phóng một loạt sáu quả ngư lôi vào mục tiêu, nhưng tàu khu trục Akikaze đã lọt vào giữa đường đi của ngư lôi và nổ tung, rồi đắm tại vị trí 160 mi (260 km) về phía Tây Bolinao, Luzon, tại tọa độ 16°48′B 117°17′Đ / 16,8°B 117,283°Đ. Khói do vụ nổ đã giúp che khuất mục tiêu cho đến khi hai tàu hộ tống can thiệp, buộc chiếc tàu ngầm phải lặn xuống lẩn tránh.
Sau khi tàu ngầm Halibut (SS-232) bị hư hại, Pintado đã gặp gỡ vào ngày 14 tháng 11 và hộ tống tàu ngầm bạn quay trở về Saipan, về đến Tanapag Harbor an toàn năm ngày sau đó. Sau một tuần ở lại cảng, nó tiếp nối chuyến tuần tra tại khu vực phía Nam Cao Hùng, và đến đêm 12-13 tháng 12, nó phóng sáu quả ngư lôi phía mũi vào các mục tiêu phát hiện được qua radar, rồi bồi tiếp bốn quả nữa từ ống phóng phía đuôi tàu. Pintado đã đánh chìm các Tàu vận tải số 12 và Tàu vận tải số 104 (1.900 tấn) tại vị trí khoảng 200 mi (320 km) về phía Đông Nam Cao Hùng, tại tọa độ 20°34′B 118°45′Đ / 20,567°B 118,75°Đ. Pintado tự nhận đã đánh chìm thêm một tàu nữa, nhưng tài liệu phía Nhật Bản thu được sau chiến tranh cho thấy chiếc Tàu vận tải số 116 sống sót và chỉ bị đánh chìm do không kích ba ngày sau đó. Nó rút lui khỏi khu vực vào ngày 15 tháng 12 và về đến căn cứ Brisbane, Australia vào ngày 1 tháng 1, 1945. Thành tích sau ba chuyến tuần tra đầu tiên đã mang lại cho Pintado danh hiệu Đơn vị Tuyên dương Tổng thống.

### 1945

#### Chuyến tuần tra thứ tư
Khởi hành từ Brisbane vào ngày 27 tháng 1, 1945 cho chuyến tuần tra thứ tư dọc theo tuyến hàng hải Singapore-Sài Gòn, Pintado không tìm thấy mục tiêu nào phù hợp, mà thường xuyên bị máy bay tuần tra đối phương phát hiện, buộc phải lặn khẩn cấp để ẩn nấp. Vào ngày 20 tháng 2, một máy bay tuần tra bất ngờ ló ra từ đám mây và ném hai quả mìn sâu sát con tàu, gây rung động chiếc tàu ngầm cùng một số hư hại. Nó sửa chữa tạm thời và tiếp tục chuyến tuần tra cho đến khi quay trở về căn cứ Fremantle, Australia vào ngày 30 tháng 3, rồi quay về Trân Châu Cảng.

#### Chuyến tuần tra thứ năm
Khởi hành từ Trân Châu Cảng vào ngày 1 tháng 6 cho chuyến tuần tra thứ năm, Pintado làm nhiệm vụ tìm kiếm và giải cứu hỗ trợ cho các chiến dịch không kích xuống khu vực Tokyo. Ở phía Nam Honshū vào ngày 26 tháng 6, máy bay ném bom B-29 Superfortress City of Galveston trúng hỏa lực phòng không đã bay lướt trước mũi con tàu ở khoảng cách 2.000 ft (600 m) trước khi rơi xuống biển và nổ tung; toàn bộ thành viên đội bay nhảy dù xuống biển đã được chiếc tàu ngầm giải cứu trong vòng không đầy một giờ. Đội bay được con tàu đưa đến Apra Harbor, Guam một ngày sau đó.

#### Chuyến tuần tra thứ sáu
Pintado khởi hành từ Guam vào ngày 7 tháng 8 cho chuyến tuần tra cuối cùng trong chiến tranh. Nó làm nhiệm vụ tìm kiếm và giải cứu ngoài khơi vịnh Tokyo cho đến khi Nhật Bản chấp nhận đầu hàng vào ngày 15 tháng 8, giúp chấm dứt vĩnh viễn cuộc xung đột. Con tàu rồi quay về Trân Châu Cảng vào ngày 25 tháng 8, rồi tiếp tục hành trình quay về vùng bờ Tây, đi đến San Francisco, California vào ngày 5 tháng 9, Nó được cho xuất biên chế vào ngày 6 tháng 3, 1946, và được đưa về Hạm đội Dự bị Thái Bình Dương.

### Sau chiến tranh
Đang khi trong thành phần dự bị, Pintado được xếp lại lớp như một "tàu ngầm phụ trợ" và mang ký hiệu lườn mới AGSS-387 vào ngày 1 tháng 12, 1962. Tên nó được cho rút khỏi danh sách Đăng bạ Hải quân vào ngày 1 tháng 3, 1967, và con tàu cuối cùng được bán cho hãng Zidell Explorations, Inc. tại Portland, Oregon để tháo dỡ vào ngày 20 tháng 1, 1969.
Tháp chỉ huy của con tàu được bảo tồn và trưng bày tại Bảo tàng Quốc gia Chiến tranh Thái Bình Dương tại Fredericksburg, Texas.

## Phần thưởng
Pintado được tặng thưởng danh hiệu Đơn vị Tuyên dương Tổng thống do thành tích phục vụ trong Thế Chiến II. Nó được ghi công đã đánh chìm tám tàu Nhật Bản bao gồm một tàu khu trục với tổng tải trọng 42.956 tấn.
|  |  |  |
|  |  |  |

| Dãi băng Hoạt động Tác chiến  | Dãi băng Hoạt động Tác chiến                  | Đơn vị Tuyên Dương Tổng thống                 | Đơn vị Tuyên Dương Tổng thống        |
| Huân chương Chiến dịch Hoa Kỳ | Huân chương Chiến dịch Châu Á-Thái Bình Dương | Huân chương Chiến dịch Châu Á-Thái Bình Dương | Huân chương Chiến thắng Thế Chiến II |